# Guy Wirral Springman Burton
Guy Wirral Springman Burton, britanski general, * 1907, † 1980.